# Meridià 125 a l'oest
El meridià 125 a l'oest de Greenwich és una línia de longitud que s'estén des del pol Nord travessant l'oceà Àrtic, Amèrica del Nord, el Golf de Mèxic, l'oceà Pacífic, l'oceà Antàrtic, i l'Antàrtida fins al pol Sud.
El meridià 125 a l'oest forma un cercle màxim amb el meridià 55 a l'est. Com tots els altres meridians, la seva longitud correspon a una semicircumferència terrestre, uns 20.003,932 km. Al nivell de l'Equador, és a una distància del meridià de Greenwich de 13.915 km.

## De Pol a Pol
Començant en el pol Nord i dirigint-se cap al pol Sud, aquest meridià travessa:
| Coordenades                               | País, territori o mar | Notes |
| ----------------------------------------- | --------------------- | --- |
| 90° 0′ N, 125° 0′ O / 90.000°N,125.000°O  | Oceà Àrtic            | |
| 76° 1′ N, 125° 0′ O / 76.017°N,125.000°O  | Mar de Beaufort       | |
| 72° 52′ N, 125° 0′ O / 72.867°N,125.000°O | Canadà                | Territoris del Nord-oest — Illa de Banks |
| 71° 53′ N, 125° 0′ O / 71.883°N,125.000°O | Golf d'Amundsen       | |
| 70° 11′ N, 125° 0′ O / 70.183°N,125.000°O | Canadà                | Territoris del Nord-oest — travessa el Gran Llac dels Ossos Yukon — des de 60° 51′ N, 125° 0′ O / 60.850°N,125.000°O Colúmbia Britànica — des de 60° 0′ N, 125° 0′ O / 60.000°N,125.000°O continent, illa Raza i illa Cortes |
| 50° 5′ N, 125° 0′ O / 50.083°N,125.000°O  | Estret de Geòrgia     | |
| 49° 48′ N, 125° 0′ O / 49.800°N,125.000°O | Canadà                | Colúmbia Britànica — Illa de Vancouver travessa Courtenay |
| 48° 42′ N, 125° 0′ O / 48.700°N,125.000°O | Oceà Pacífic          | Passa a l'oest de Cap Alava, Washington, Estats Units (at 48° 10′ N, 124° 44′ O / 48.167°N,124.733°O) |
| 60° 0′ S, 125° 0′ O / 60.000°S,125.000°O  | Oceà Antàrtic         | |
| 73° 17′ S, 125° 0′ O / 73.283°S,125.000°O | Antàrtida             | Territori no reclamat |